# 836 Jole
836 Jole eller A916 SJ är en asteroid i huvudbältet, som upptäcktes den 23 september 1916 av den tyske astronomen Max Wolf. Asteroiden namngavs senare efter Iole, prinsessan i ett rike som besegrades av Herakles. Hans spirande kärlek till Iole ledde sedermera till hans död.
Joles senaste periheliepassage skedde den 3 augusti 2020.[Uppdatering behövs] Dess rotationstid har beräknats till 9,62 timmar.